# Verwaltungsgemeinschaft An der Schmücke
La Verwaltungsgemeinschaft An der Schmücke est une communauté d'administration allemande qui regroupe 8 communes du land de Thuringe, dans l'arrondissement de Kyffhäuser, au centre de l'Allemagne. En 2015, sa population est de 7 355 habitants.

## Source de la traduction
- (de) Cet article est partiellement ou en totalité issu de l’article de Wikipédia en allemand intitulé « Verwaltungsgemeinschaft An der Schmücke » (voir la liste des auteurs).